# Hội quán Nghĩa An
Hội quán Nghĩa An (chữ Hán: 義安會館), thường được gọi là Miếu Quan Đế hay Chùa Ông, là một cơ sở tín ngưỡng của người Tiều tại 678 đường Nguyễn Trãi, thuộc phường 11, quận 5, Thành phố Hồ Chí Minh, Việt Nam.
Đây không chỉ là nơi chiêm bái của người Tiều tại Sài Gòn, mà còn là một công trình có giá trị về kiến trúc và nghệ thuật ở nửa cuối thế kỷ 19 - đầu thế kỷ 20. Vì vậy, ngày 7 tháng 11 năm 1993, Bộ Văn hóa - Thông tin đã ký quyết định số 43-VH/QĐ công nhận ngôi miếu là di tích kiến trúc nghệ thuật cấp quốc gia.

## Lịch sử

### Tên gọi
Trong miếu, vị thần được thờ chính là Quan Vũ, một nhân vật thời Tam Quốc. Đối với người Hoa, ông là người tài đức vẹn toàn. Vì vậy, miếu có tên là miếu Quan Đế. Và vì đây cũng là nơi hội họp của người Tiều, nên còn gọi là Nghĩa An Hội Quán (Nghĩa An là tên cũ của người Tiều để chỉ Triều Châu). Tuy nhiên, ngôi thờ này thường được gọi là chùa Ông theo thói quen của nhiều người.

### Lược sử

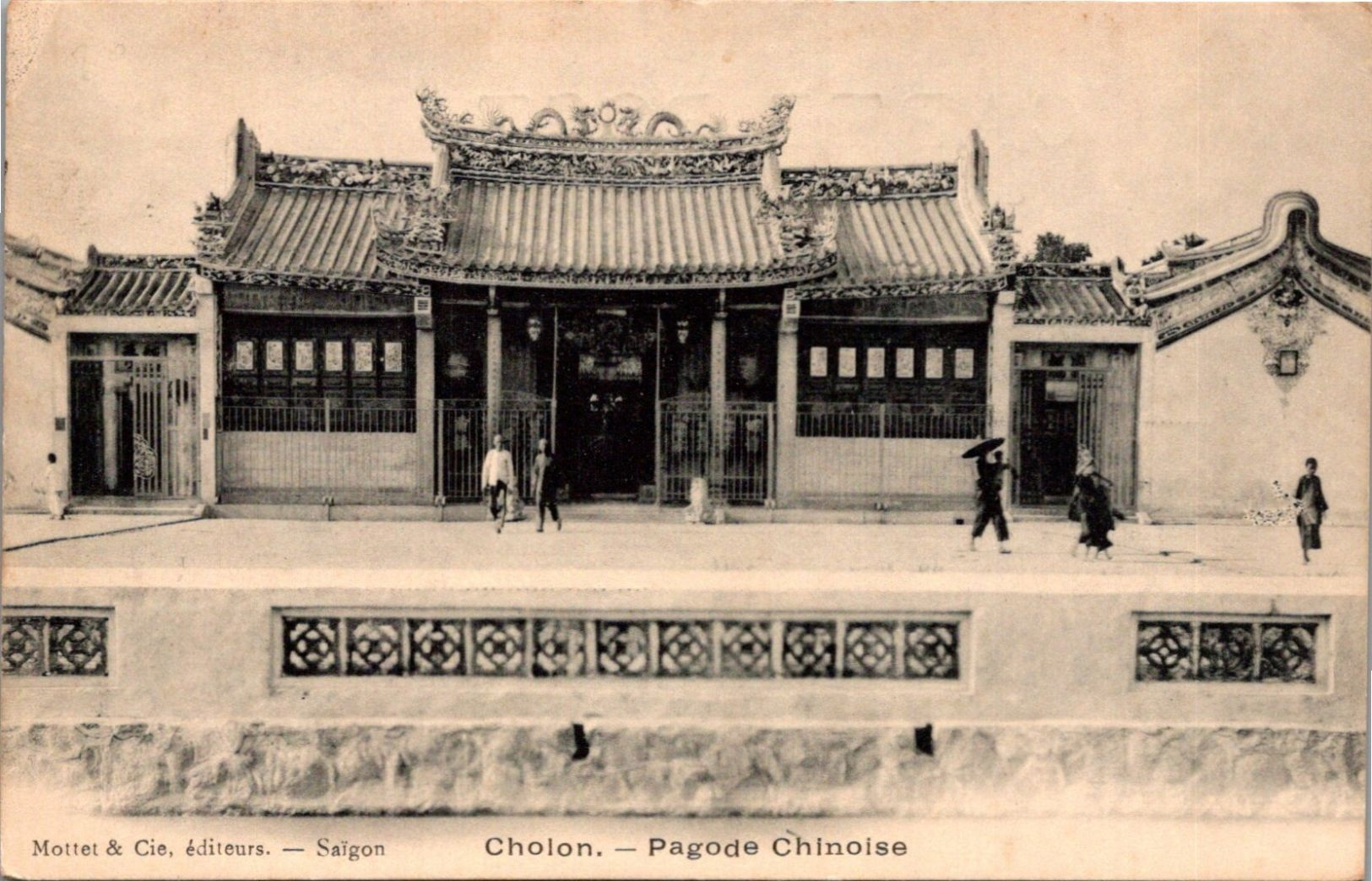
Hội quán Nghĩa An trên một tấm bưu thiếp thời Pháp thuộc

Hội quán Nghĩa An được xây dựng vào khoảng cuối thế kỷ 18, do cộng đồng người Tiều và người Hẹ tại Triều Châu sang sinh sống tại Đề Ngạn xưa thành lập. Trong Gia Định thành thông chí soạn khoảng năm 1820, tác giả Trịnh Hoài Đức đã có nhắc đến hội quán này:
Đầu phía bắc đường lớn của bổn phố có miếu Quan Đế và 3 hội quán: Phúc Châu, Quảng Đông, và Triều Châu chia đứng hai bên tả hữu; phía tây ở giữa đường lớn có miếu Thiên Hậu, gần phía tây có hội quán Ôn Lăng, đầu phía nam đường phố lớn về phía tây có hội quán Chương Châu.

Theo nội dung văn bia tại đây, hội quán được trùng tu vào các năm 1866, 1902, 1966, 1984 và lần trùng tu gần đây nhất kéo dài từ năm 2009 đến năm 2014.

## Kiến trúc
Như phần lớn các đền miếu của người Hoa, miếu Quan Đế (Nghĩa An Hội Quán) có kiến trúc tổng thể hình chữ khẩu (囗) hay chữ quốc (国) với các dãy nhà khép kính vuông góc. Nhìn chung, kiến trúc và trang trí ở miếu thể hiện rõ nét phong cách Triều Châu qua thiết kế, qua màu sắc (màu đỏ là màu chủ đạo). Tất cả đã thể hiện những giá trị nghệ thuật về thư pháp, chạm đá, chạm gỗ, ghép mảnh sành sứ,...ở nửa cuối thế kỷ 19 - đầu thế kỷ 20. Lược kể từ ngoài vào trong:
Mái ngôi miếu có 3 cấp: giữa cao, hai bên thấp hơn. Trên nóc có gắn tượng sành hình lưỡng long tranh châu.
Sân miếu khá rộng, gần 2.000 m², chiếm hơn phân nửa diện tích khuôn viên. Phần còn lại gồm tiền điện, sân thiên tỉnh, chính điện và văn phòng hội quán dọc hai bên các điện thờ. Từ hai cổng lớn vào đến cửa miếu có năm cặp kỳ lân lớn nhỏ bằng đá đặt đối xứng nhau. Đẹp hơn cả là cặp "lân hàm châu" (lân ngậm ngọc) chầu hai bên cửa. Phía trên, trước biển chữ "Nghĩa An hội quán" treo bức nghi môn làm năm 1903, chạm nổi cảnh "Lục Quốc phong tướng". Trên vách mặt tiền hai bên cửa miếu chạm chìm các chữ Hán và sáu bức chạm cành trúc khác nhau.

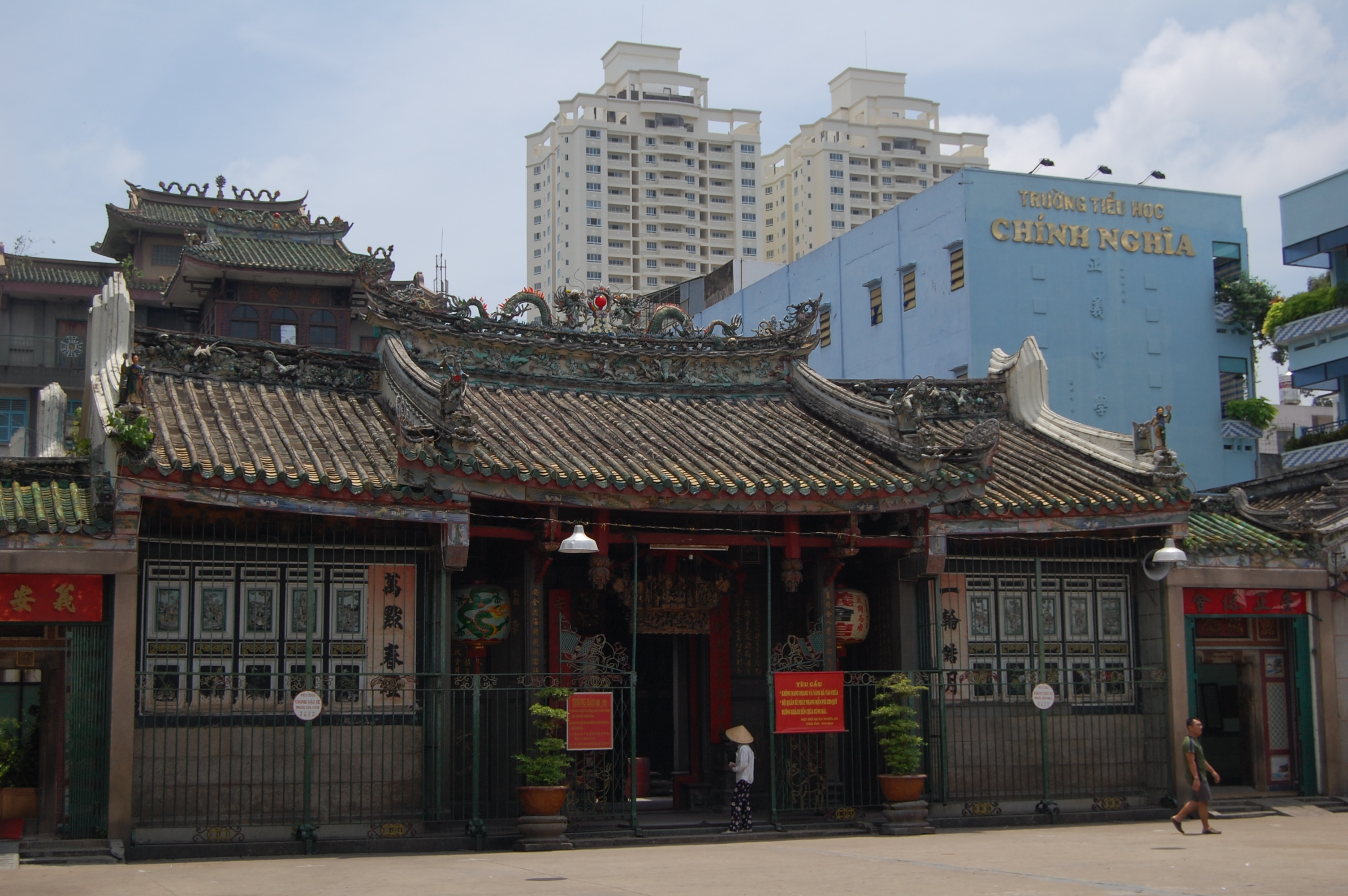
Miếu Quan Đế vào năm 2008, trước khi được trùng tu

Từ ngoài sân bước vào là tiền điện. Chính giữa tiền điện bày một hương án, trên đặt chiếc lư hương bằng đồng làm vào năm Đạo Quang thứ 5 (1825). Bên trái tiền điện là bệ cao thờ Phúc Đức chính thần (phần lớn người Hoa quan niệm vị thần này là ông Bổn hay là thần Thổ Địa). Bên phải là tượng Mã Đầu tướng quân (người giữ ngựa Xích Thố cho Quan Công) đứng bên ngựa Xích Thố (bằng gỗ sơn đỏ cao trên 2 m). Ngoài ra, ở đây còn có một quả chuông cao 39 cm, đường kính 46 cm, 2 bên đúc 2 đầu lân, đường nét tinh xảo, phía trước có hàng chữ "Quan Thánh đế quân".
Sân Thiên tỉnh (giếng Trời) ở giữa chùa rộng rãi và khoáng đãng với những chậu cây cảnh. Dọc theo dãy hành lang hai bên sân đặt các bia đá ghi niên đại trùng tu chùa và tên tuổi những người đóng góp vào việc trùng tu đó.
Trong chính điện được thiết kế trang nghiêm với những tượng thờ, những cột gỗ cao treo câu đối, cùng với những bao lam, hoành phi và khám thờ chạm trổ tinh tế. Ở giữa điện có gian thờ Quan Thánh đế quân (Quan Vũ) trang trí bao lam lưỡng long tranh châu. Tượng làm bằng thạch cao sơn màu, cao 3 m, mặc áo gấm xanh, ngồi trên ngai, đặt trong khám thờ chạm viền nhiều lớp tùng - hạc, mai - điểu, mẫu đơn - trĩ, Bát Tiên giao chiến với thủy quái... Hình tượng Quan Công thể hiện ở đây mang những chi tiết đã trở thành qui ước: mặt đỏ, râu năm chòm dài đến ngực, tư thế đưa tay vuốt râu, đầu đội mão gắn kim hoa, mặc giáp trụ bên trong và áo bào xanh lá cây bên ngoài (để chỉ ông là người văn võ song toàn). Đứng hầu hai bên trước bệ thờ là tượng Quan Bình và Châu Xương cao gần 2 m .

## Thờ tự

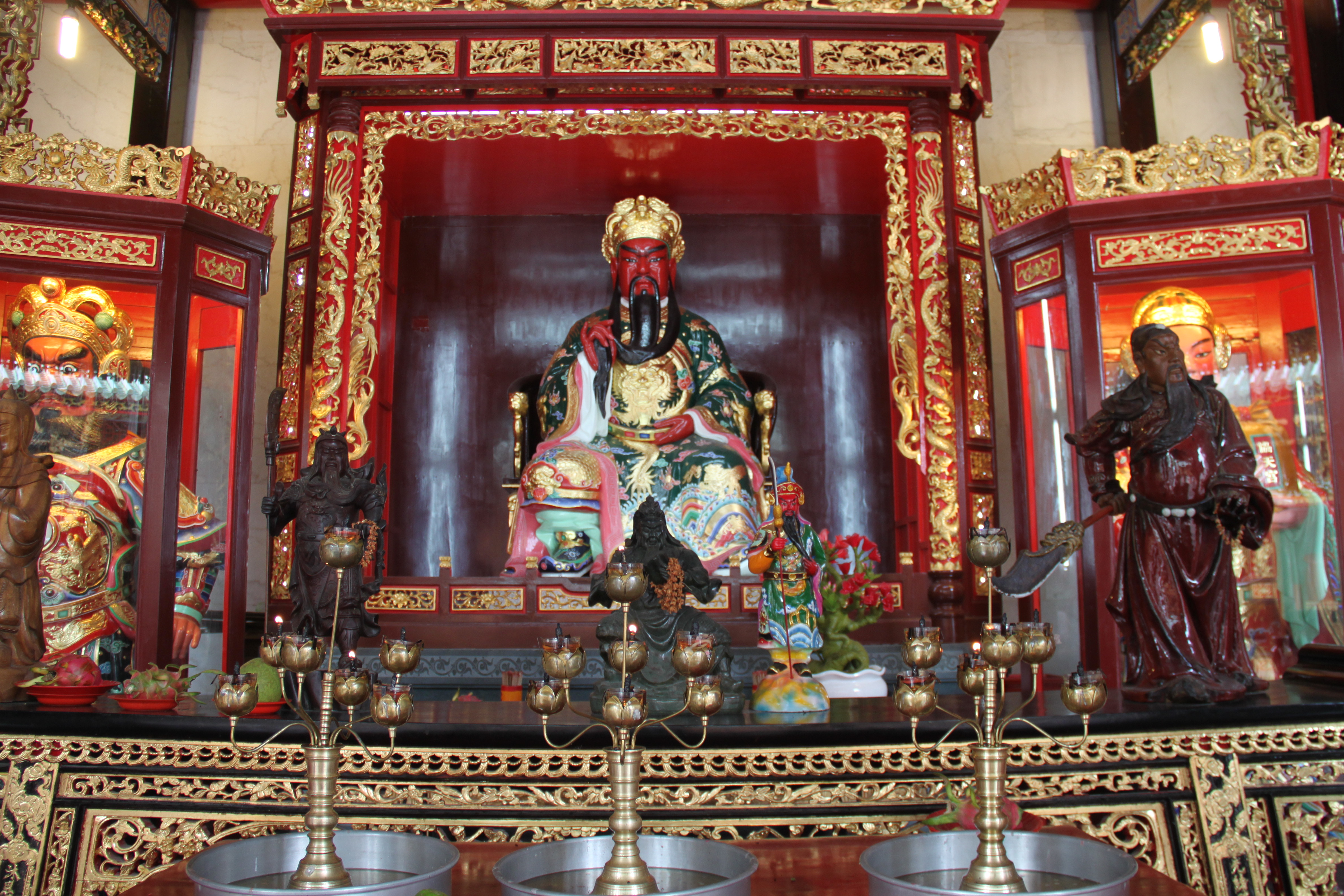
Gian thờ Quan Đế trong chính điện miếu

Vì Quan Đế là vị thần được thờ chính nên phần lớn trong hơn 50 hoành phi, câu đối chạm chữ Hán rất mỹ thuật đều có nội dung ca ngợi ông như: "Vạn cổ tinh huy" (Sao sáng muôn đời), "Thiên cổ nhất nhân" (Người xưa nay chỉ có một), "Nghĩa khí trung tâm nguy nguy đế đức tham thiên địa" (Khí nghĩa lòng trung, đức ngài cao sánh trời đất), v.v...
Hai bên tả hữu có gian thờ Thiên Hậu nguyên quân (tức Thiên Hậu Thánh mẫu) và Tài Bạch tinh quân (Thần Tài). Tượng Bà Thiên Hậu bằng gỗ cao 60 cm, ngồi trên ghế chạm, theo hầu Bà có hai thị nữ và hai vị Thiên lý nhãn, Thuận phong nhĩ. Thần Tài được thể hiện bằng tượng gỗ, cao 60 cm, cũng ngồi trên ghế chạm đầu rồng, hai bên có Chiêu Tài đồng tử đứng hầu.
Bày trí ở hai gian thờ này giống nhau với bao lam chạm hình chim phượng hoàng và khám thờ chạm nhiều cảnh vật, như: vinh qui bái tổ, đánh cờ, chèo thuyền, giăng lưới, mục đồng cưỡi trâu, mai-điểu, trúc-điểu,...
Sát hai bên góc tường đặt hai bộ chuông trống đối xứng nhau. Chuông bên trái bằng gang, đúc ở Phật Trấn (Quảng Đông, Trung Quốc) vào năm Canh Tuất (1850?). Chuông còn lại làm bằng hợp kim, có chạm nổi hàng chữ "Gia Định tỉnh, Minh Hương xã, Tân Trường Châu, Nghĩa An hội quán..." (chuông do Tân Trường Châu dâng cúng, phỏng chừng được đúc ở giữa thế kỷ 19).
Hàng năm lễ cúng Quan Đế được tổ chức vào ngày 24 tháng 6 (âm lịch) và rằm tháng giêng (lớn nhất). Ngoài ra, còn các lễ cúng Bà Thiên Hậu, Phúc Đức chính thần, v.v...